# Passus duriusculus

Carlo Gesualdo verwendete hier den Passus duriusculus in Terzschichtung. In der Grafik ist er mit drei aufeinander folgenden rotbraunen Markierungen gekennzeichnet.

Mit Passus duriusculus (lat. der harte/schwere Gang) bezeichnet Christoph Bernhard (1628–1692) eine musikalische Figur, die er dem „stylus communis“ zuordnet. Somit handelt es sich dabei um eine typische Form der Dissonanzbehandlung, wie sie in Kirchen- und Tafelmusik sowie in Sonaten des 17. Jahrhunderts gebräuchlich war.
Bernhard zufolge tritt ein Passus duriusculus auf zwei Arten in Erscheinung: Erstens, wenn eine Stimme „ein Semitonium minus steiget, oder fället“, sich also in chromatischen Halbtonschritten fortbewegt. Dies demonstriert Bernhard anhand des folgenden Beispiels:
Die aufsteigende Variante dieses Passus duriusculus findet sich beispielsweise zu Beginn von O süßer, o freundlicher, o gütiger Herr Jesu Christe (SWV 285) von Heinrich Schütz. Häufiger jedoch ist die absteigende Form, zumal diese als Element des chromatisch diminuierten Lamentobasses in zahlreichen Kompositionen des 17. bis 19. Jahrhunderts auftaucht, wie z. B. als Ostinato im Crucifixus der h-Moll-Messe (BWV 232) von Johann Sebastian Bach.
Des Weiteren spricht Bernhard von einem Passus duriusculus, wenn „der Gang zur Secunde allzugroß oder zur Tertie zu klein, oder zur Quarta und Quinta zu groß oder zu klein ist“, was er durch folgende Beispiele veranschaulicht (Bass und Bezifferung hinzugefügt):
So entsteht im ersten der beiden Beispiele zwischen den Tönen es und fis eine übermäßige Sekunde. Im zweiten Beispiel ergibt sich zwischen den Tönen es und cis eine verminderte Terz.
Letztere ist in der Literatur häufig dort anzutreffen, wo (wie in Bernhards Beispiel) die tiefalterierte Sexte des neapolitanischen Sextakkords in den Leitton weitergeführt wird.

## Tonbeispiel
(Siehe: Halbton, mit Beispiel: Passus duriusculus)
| Info zur Audio-Datei | Rein intoniert sind die diatonischen Halbtöne und chromatischen Halbtöne (übermäßigen Primen) im Bass die Intervalle: c → h 112 Cent h → b 092 Cent b → a 112 Cent a → as 71 Cent as → g 112 Cent |
|                      | Info zur Audio-Datei |